# Byzantijnse literatuur

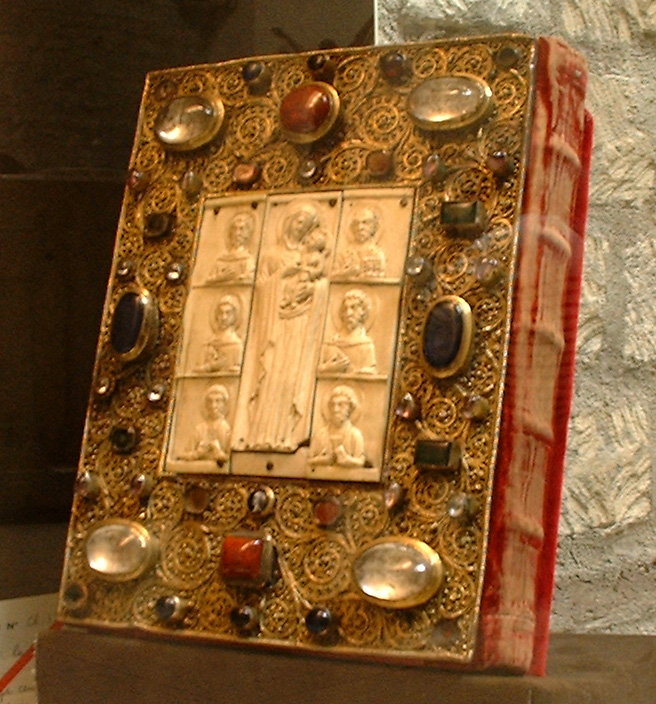

De naam Byzantijnse literatuur geeft men aan de Griekstalige letterkunde van het Oost-Romeinse (of Byzantijnse) Rijk, die loopt van ± 350 tot 1453, hoewel de schrijvers van de 4e eeuw vaak nog tot de (late) Oudheid worden gerekend. Zij is gekenmerkt door een dubbele verbondenheid, enerzijds met de antieke (hoofdzakelijk hellenistische) en anderzijds met de christelijke traditie, en bedient zich van het klassieke Grieks, de officiële taal van Kerk en Staat. In haar geheel beschouwd is de Byzantijnse letterkunde erg traditionalistisch (religieuze of politieke propaganda).

## Chronologische afbakening
Chronologisch kan men een drietal fasen onderscheiden:
- een voorbereidende (vroeg-Byzantijnse) periode, in de 4e en 5e eeuw, toen het Latijn in Constantinopel nog op dezelfde voet stond als het Grieks;
- de eigenlijke Byzantijnse periode, van de 6e tot de 11e eeuw, toen het West-Romeinse Rijk niet meer bestond. Deze bereikte haar hoogtepunt tijdens de regering van keizer Justinianus (6e eeuw), maar beleefde nog een comeback op het einde van de 9e eeuw (zonder evenwel op uitzonderlijke werken te kunnen bogen);
- tijdens de Kruistochten ontstonden romans in verzen (bijvoorbeeld “Kallimachos en Chrysorrhoë”), naar analogie van de ridderromans in het Westen. Na een laatste glansperiode onder de dynastie der Palaeologen (eind 13e tot 15e eeuw) sterft de Byzantijnse literatuur samen met de stad Constantinopel: zij was immers een kunst die nauw verbonden was met de idee van het Byzantijnse Rijk, en had dus geen bestaansreden meer toen dit verdween.

## Hoofdgenres
Op inhoudelijk vlak is de Byzantijnse literatuur verder op te delen in een drietal hoofdgenres:
- de geschiedschrijving in Atticistisch (dat wil zeggen op het klassiek Attisch gebaseerd) Grieks, met
- de wetenschappelijke literatuur, vooral theologisch-dogmatisch, met daarnaast meer populaire theologische geschriften
- poëzie, deels op klassieke taal en genres geïnspireerd, deels in de volkstaal en in nieuwe vormen geschreven; ook de kerkelijke dichtkunst houdt dikwijls aan de Atticistische taalvorm en klassieke genres vast, zij het dat in de metriek de oude vormen meestal niet meer via het contrast van lange en korte lettergrepen, maar via de woordaccenten worden nagestreefd.

De taalvorm, voor zover die zich bij de levende taal van die periode aansluit, wordt ook Middelgrieks genoemd.

## Dehistoriografie: geschiedschrijving en kroniekliteratuur
Geschiedschrijving is de belangrijkste prestatie van de Byzantijnse letterkunde. De geschiedschrijvers waren vaak hooggeplaatste ambtenaren, officieren of leden van de keizerlijke familie. Zij schreven voor een ontwikkeld publiek; hun stijl is verzorgd en elegant, maar gekunsteld. Zij imiteerden in hun werk zo veel mogelijk de klassiek-Griekse (Attische) grammatica en literatuur, en daarom wijkt hun taal sterk af van de spreektaal van hun tijd. Belangrijke geschiedschrijvers waren:
- Procopius (6e eeuw)
- Photios I (9e eeuw)
- Constantijn Porphyrogénnetos en Leo Diaconus (10e eeuw)
- Constantinus Psellus (11e eeuw)
- Anna Comnena (12e eeuw) en Michael en Niketas Choniates (12e en 13e eeuw)
- Gemistos Plethon, een neoplatonistische filosoof uit de 15e eeuw
- Georgius Phrantzes en Laonicus Chalcocondyles, die de val van Constantinopel in 1453 beschreven
- De hagiografie: biografieën van christelijke heiligen, een populair genre in de Byzantijnse tijd
- Zie ook: Suda

Daarnaast bediende de kroniekliteratuur zich van een meer bij het gesproken Grieks aansluitende taal:
- Kroniekschrijvers – veelal monniken, schrijvend voor een eenvoudiger publiek – waren Malalas (6de eeuw), Theophanes (8e eeuw), Georgius Monachus (9e eeuw), Scylitzes (11e eeuw), Zonaras (e eeuw) en Kedrenos (ca. 1200).
- Uit de periferie van het Byzantijnse Rijk zijn belangrijk de kronieken van Machaerás en Boustrónios, handelend over de geschiedenis van Cyprus onder het huis Lusignan. Daarnaast zijn te vermelden de Assisen, een vertaling in Cypriotisch dialect van de Assisen van Jeruzalem.

## De Poëzie
- Anthologia Palatina:
  - Agathias Scholastikos - Paulos Silentiarios
- De epiek:
  - Digenis Akritas en de Akritische liederen

## De geestelijke literatuur
- Johannes van Damascus - Romanos Melodos - Michael Choniates

architectuur · beeldhouwkunst · literatuur · muziek · schilderkunst – 
lijst van kunstenaars